# Морган, Ники
Ники Морган, баронесса Морган Котская (англ. Nicky Morgan, Baroness Morgan of Cotes), урождённая Никола Энн Гриффит (англ. Nicola Ann Griffith; род. 1 октября 1972 года, Лондон, Великобритания) — британский политик, министр цифровых технологий, СМИ и спорта (2019—2020).
Министр образования Великобритании (2014—2016).

## Биография
Ники провела детство в лондонском боро Кингстон, дочь члена местного муниципального совета от Консервативной партии Питера Гриффита (Peter Griffith). Училась в городской средней школе Surbiton High School, а затем изучала юриспруденцию в колледже Святого Хью Оксфордского университета. По его окончании получила лицензию солиситора и специализировалась на корпоративном праве в Сити, восемь лет работала в одной из старейших и престижных юридических фирм — Travers Smith. В 1989 году вступила в Консервативную партию и в возрасте 16 лет возглавила молодёжную организацию консерваторов Уэссекса (Wessex Young Conservatives). В 1991 году участвовала в парламентских выборах в избирательном округе Ислингтон Саут энд Финсбери, где бросила вызов опытному лейбористу Крису Смиту, но потерпела поражение. В 2005 году она избиралась в округе Лафборо и снова неудачно, но преимущество лейбористов над консерваторами в этом округе уменьшилось, при новой попытке в том же округе в 2010 году Морган вошла парламент. В 2000 году вышла замуж за архитектора и местного политика-консерватора Джонатана Моргана (Jonathan Morgan), в феврале 2008 года родила сына Алекса.

### Работа в правительствах Кэмерона (2013—2016)
7 октября 2013 года, в ходе серии перестановок в первом кабинете Дэвида Кэмерона, занимавшая к тому времени должность помощника парламентского организатора Ники Морган получила пост экономического секретаря Казначейства. 9 апреля 2014 года она была назначена финансовым секретарём Казначейства и одновременно министром по делам женщин, при этом пресса обсуждала её голосование в 2013 году против легализации однополых браков в Великобритании (своё решение она объясняла христианскими убеждениями).
15 июля 2014 года Ники Морган впервые стала полноправным членом кабинета Кэмерона в должности министра образования и одновременно министра по делам женщин и равноправия. Очевидно, во избежание общественной критики в связи с её отношением к однополым бракам, курирование этого направления политики правительства было передано в ведение младшего министра Николаса Боулза — открытого гея, находящегося в гражданском партнёрстве.
По итогам парламентских выборов 2015 года Морган вновь победила в своём округе Лафборо, получив 49,5 % голосов — на 7,9 % больше, чем в 2010 году. Сильнейшего из соперников, лейбориста Мэтью О’Каллахана (Matthew O’Callaghan), поддержали только 31,9 % избирателей, что на 2,6 % ниже результата лейбористов в округе на предыдущих выборах.
Во втором кабинете Кэмерона, сформированном по итогам этих выборов к 11 мая 2015 года, Ники Морган сохранила прежние должности. К тому же, она сделала публичные заявления о пересмотре своего отрицательного отношения к однополым бракам.
14 июля 2016 года был сформирован первый кабинет Терезы Мэй, в котором портфель министра образования и обязанности министра по делам женщин и равноправия получила Джастина Грининг, а Ники Морган не получила никакой должности в правительстве.

### Карьера в Палате общин (2016—2019)
12 июля 2017 года избрана председателем Комитета Палаты общин по финансам (Treasury Select Committee).

### Работа в правительствах Джонсона
24 июля 2019 года Ники Морган получила портфель министра культуры в первом правительстве Бориса Джонсона, возглавившего Консервативную партию после отставки Терезы Мэй.
В октябре 2019 года объявила об отказе от выставления своей кандидатуры на следующих выборах, поскольку «больше не может приносить жертвы, которых требует должность члена парламента, при том, что парламент не делает того, что должен».
В декабре 2019 года при формировании второго кабинета Джонсона вошла в его состав, сохранив прежнюю должность. Поскольку министерские должности имеют право занимать только действующие парламентарии, Морган наряду с Заком Голдсмитом получила пожизненное пэрство и членство в Палате лордов, что спровоцировало новую волну требований реформировния Палаты лордов с целью превращения её из «частного клуба» для проигравших выборы парламентариев и наиболее щедрых партийных спонсоров в авторитетный выборный законодательный институт.
13 февраля 2020 года вышла из правительства в ходе серии кадровых перестановок.